# August Holmgren
August Holmgren (Elsinor, 22 de abril de 1998) es un tenista profesional danés. 

## Trayectoria
Holmgren jugó cinco años de tenis universitario con los San Diego Toreros, de 2017 a 2022, y recibió numerosos honores de la West Coast Conference. Fue el jugador mejor clasificado del país tras ganar el Campeonato Nacional de Otoño de la Asociación Intercolegial de Tenis (ITA) a finales de 2021, y terminó su carrera universitaria como subcampeón del Campeonato Individual de la NCAA de 2022, por detrás de Ben Shelton.

## Títulos ATP Challenger (2; 2+0)

### Individuales (2)
| N.° | Fecha               | Torneo                   | Superficie | Oponente en la final | Resultado      |
| --- | ------------------- | ------------------------ | ---------- | -------------------- | -------------- |
| 1.  | 21 de julio de 2024 | Challenger de Pozoblanco | Dura       | Antoine Escoffier    | 3-6, 6-3, 6-4  |
| 2.  | 4 de agosto de 2024 | Challenger de Porto      | Dura       | Alejandro Moro Cañas | 7-6(3), 7-6(6) |